# Maroslele
Maroslele is een plaats (község) en gemeente in het Hongaarse comitaat Csongrád. Maroslele telt 2199 inwoners (2002).

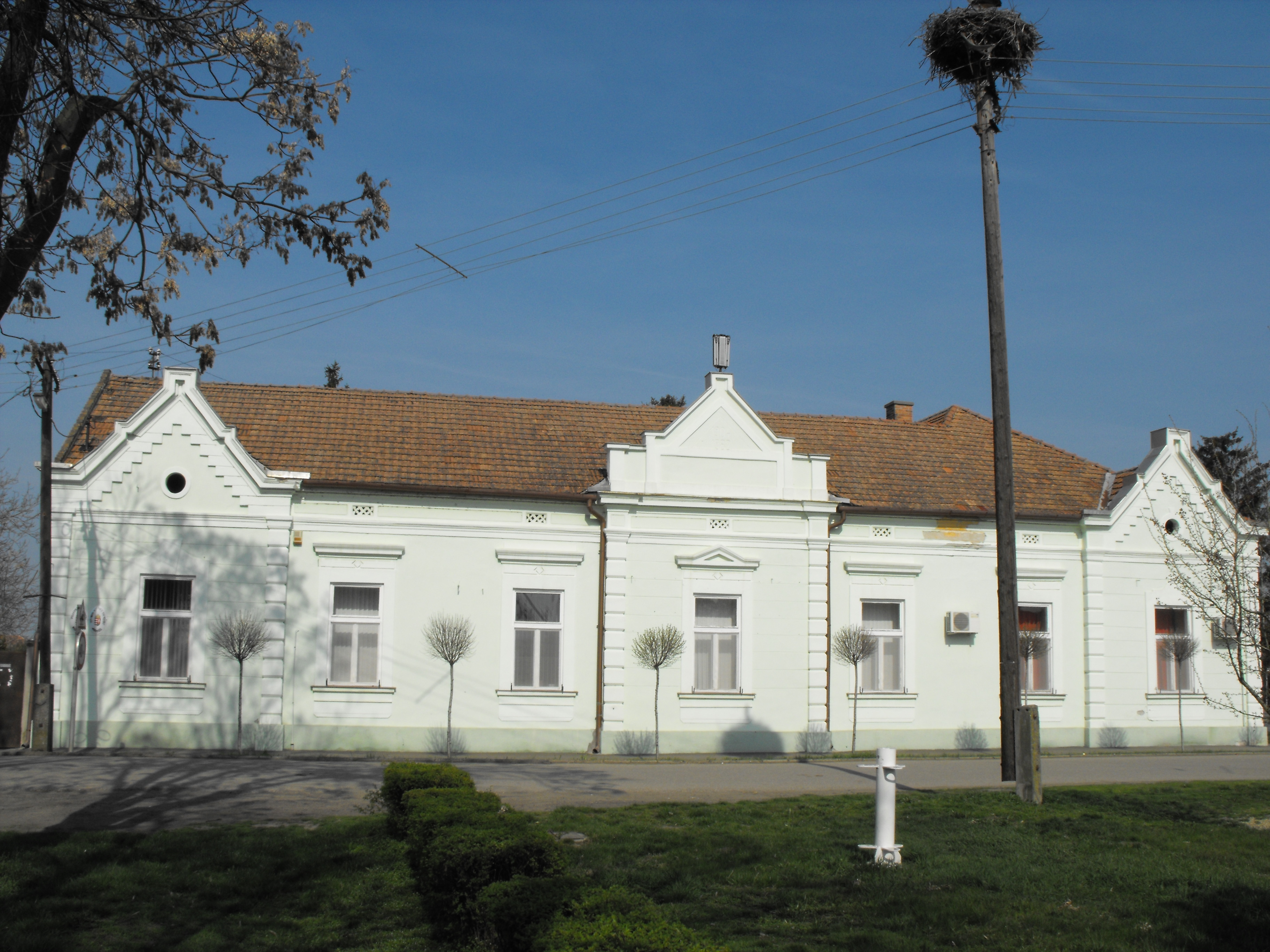
Gemeentehuis
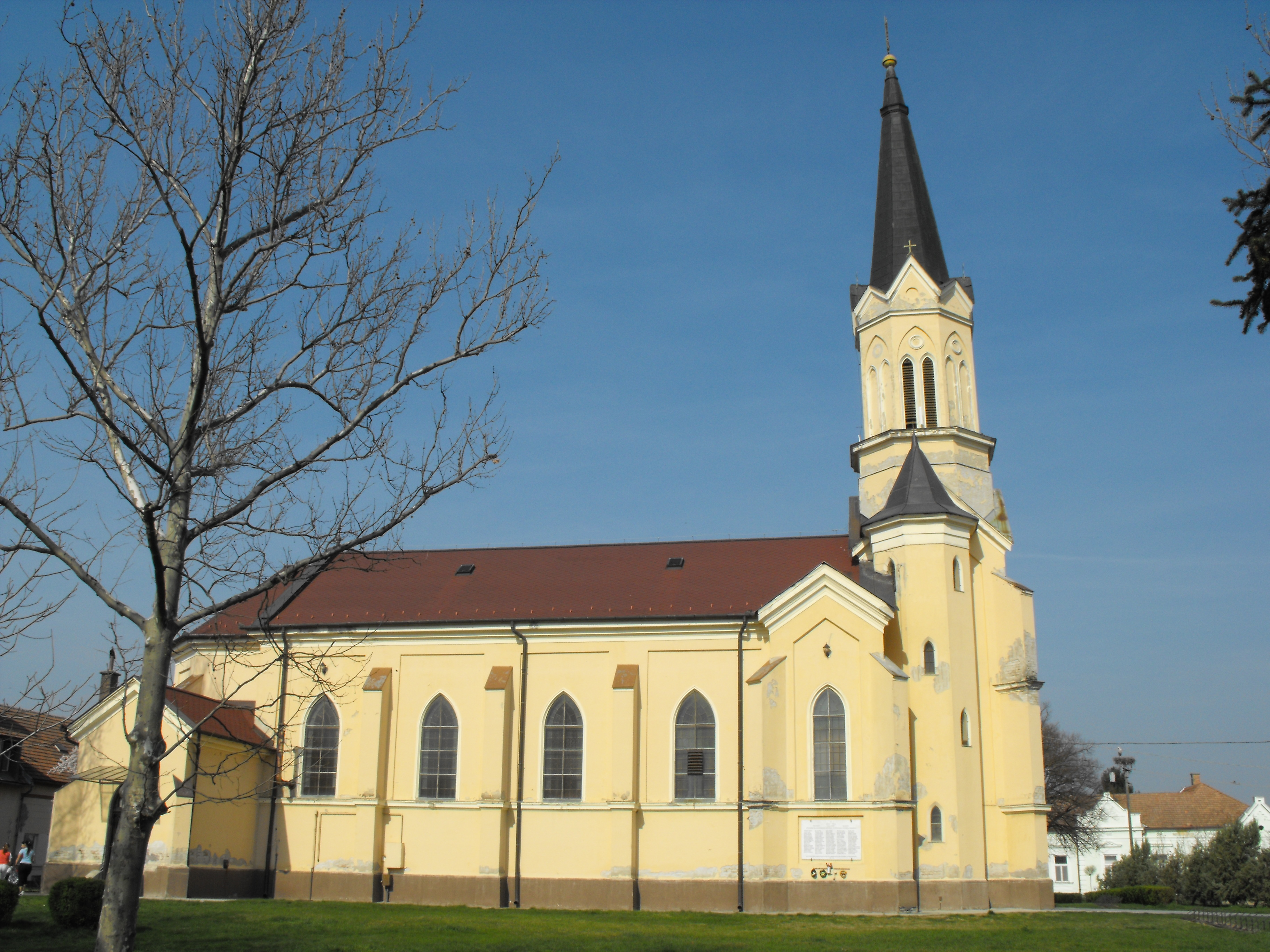
Kerk van Maroslele
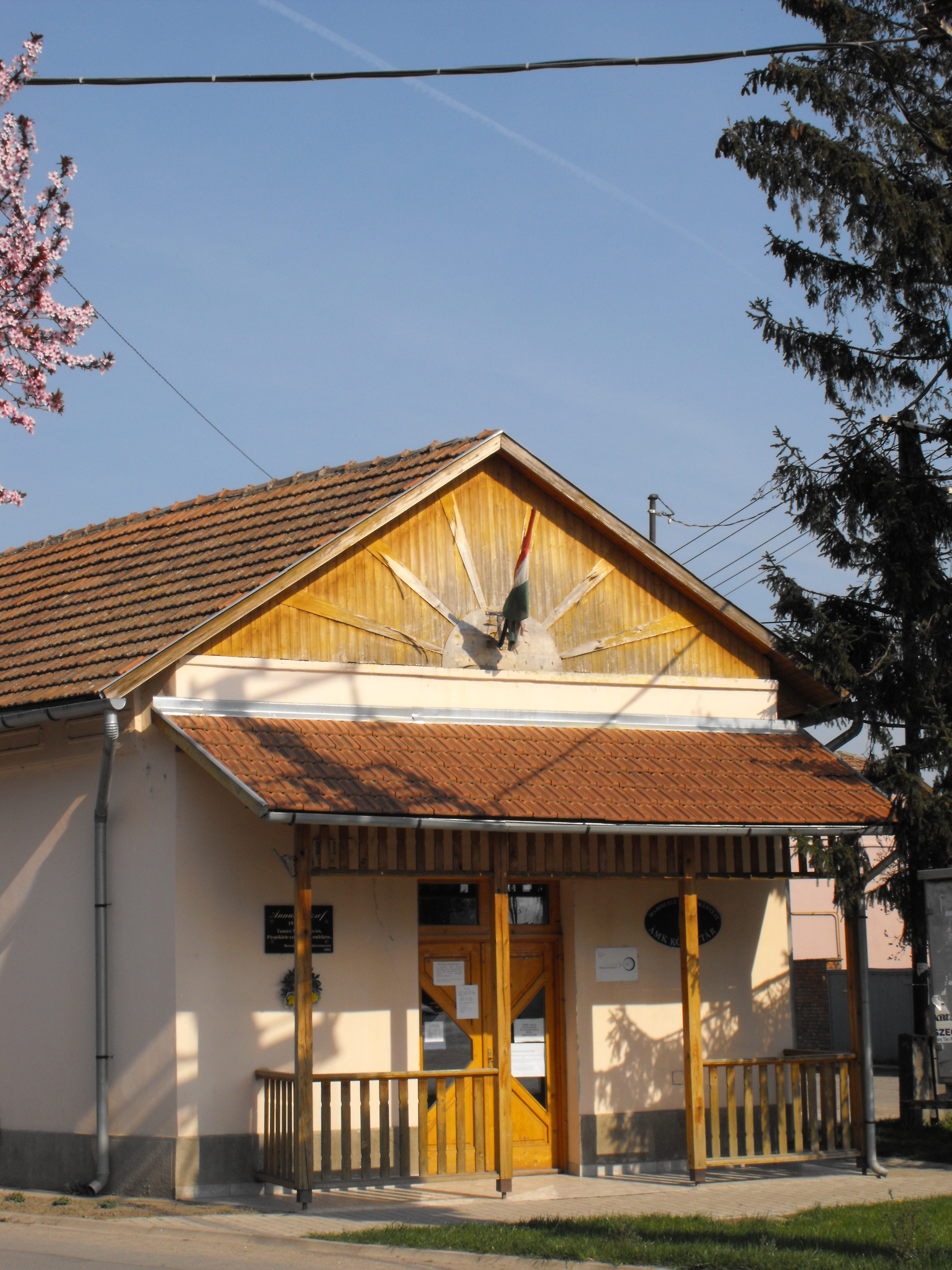
Bibliotheek van Maroslele